# Clarence Edmundson
Clarence Sinclair „Hec“ Edmundson (* 3. August 1886 in Moscow, Idaho; † 6. August 1964 in Seattle) war ein US-amerikanischer Sprinter, Mittelstreckenläufer und Basketball-Trainer.
1909 wurde er US-Meister über 880 Yards.
Bei den Olympischen Spielen 1912 in Stockholm erreichte er über 400 m das Halbfinale und wurde über 800 m Siebter.
Als  Basketball-Trainer wirkte er von 1916 bis 1918 an seiner Alma Mater, der University of Idaho, und von 1920 bis 1947 an der University of Washington.